# NGC 3024
NGC 3024 este o galaxie spirală situată în constelația Leul. A fost descoperită în 19 martie 1784 de către William Herschel. Se află la o distanță de 30,2 de megaparseci de Pământ.